# ミコシガヤ
ミコシガヤ Carex neurocarpa Maxim. 1859 はカヤツリグサ科スゲ属の植物。丸っこい小穂を密集した穂状に着け、その基部の苞の2～3枚が特によく発達する。

## 特徴
束になって生じる多年生の草本。根茎は短く、茎を束状に生じる。花茎は高さ20～60cmで全体に滑らか。断面には鈍い稜がある。葉は花茎より長く伸び、幅は2～3mmで滑らか。色は黄緑色。基部の鞘は暗褐色となっている。
花期は5～7月。花序は花茎の先端に1つずつ生じ、長さは3～8cm、柄のない小穂を15～25個、穂状に着ける。小穂は互いに密着して生じ、花序の形はほぼ円柱状でその幅は1cm程。ただし花序の先端に向けてやや幅が狭くなり、全体では狭卵形をなす、とも。穂は当初は緑色だが、成熟時には暗赤褐色になる。小穂はすべて雄雌性で、先端部に少数の雄花がある。小穂の長さは4～8mm、球形に近い形をしている。小穂の基部から出る苞には鞘がなく、葉身部は葉状で長さが5～15cmまでだが花序の先端近くでは鱗片状となる。葉身状部は長く、花序の基部のものほど長いが、特に一番基部の苞に2～3枚は特に長く、それに開出して横に伸びるためにとてもよく目立つ。
雄花の鱗片は緑白色で、先端に短い芒状突起を持つ。雌花鱗片は卵形で長さ3.5mm、全体に半透明だが中央部は暗褐色から栗褐色に色づく。また先端は突き出し、長めの芒状突起で終わる。果胞は長さ3.5～4mmで雌花鱗片より長く、形は卵形で断面は片面が扁平で反対側の中央が盛り上がったレンズ状、表面は滑らか、稜の間には多数の脈がある。先端に近づくと急に狭まって長めの嘴状になり、そのまた先端の口は凹んだ形となっている。その先端部近くから果胞本体の中部辺りでの縁には平らに伸びた広い翼があり、また基部付近は海綿状に厚く膨らんでいる。また表面に赤さび色の斑点がある。痩果は楕円形で長さ1mm、ゆるく果胞に包まれている。柱頭は2つに裂ける。
和名は御輿ガヤで、花穂の形に基づくものである。

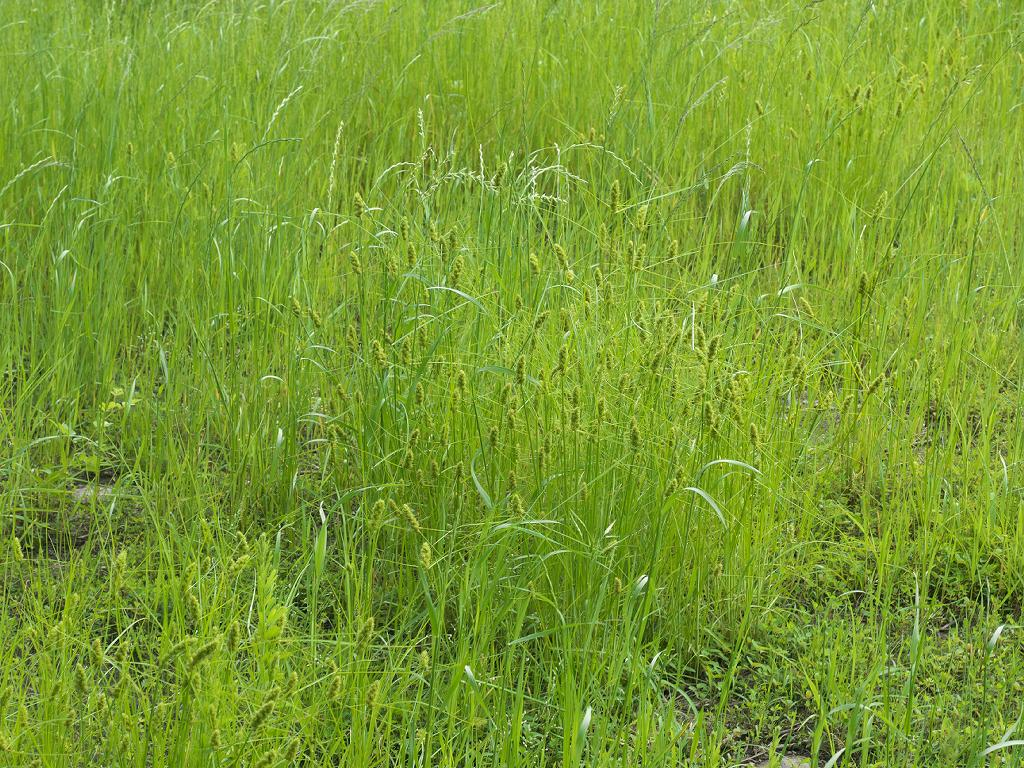
河川敷の群生地 ネズミムギなども見える
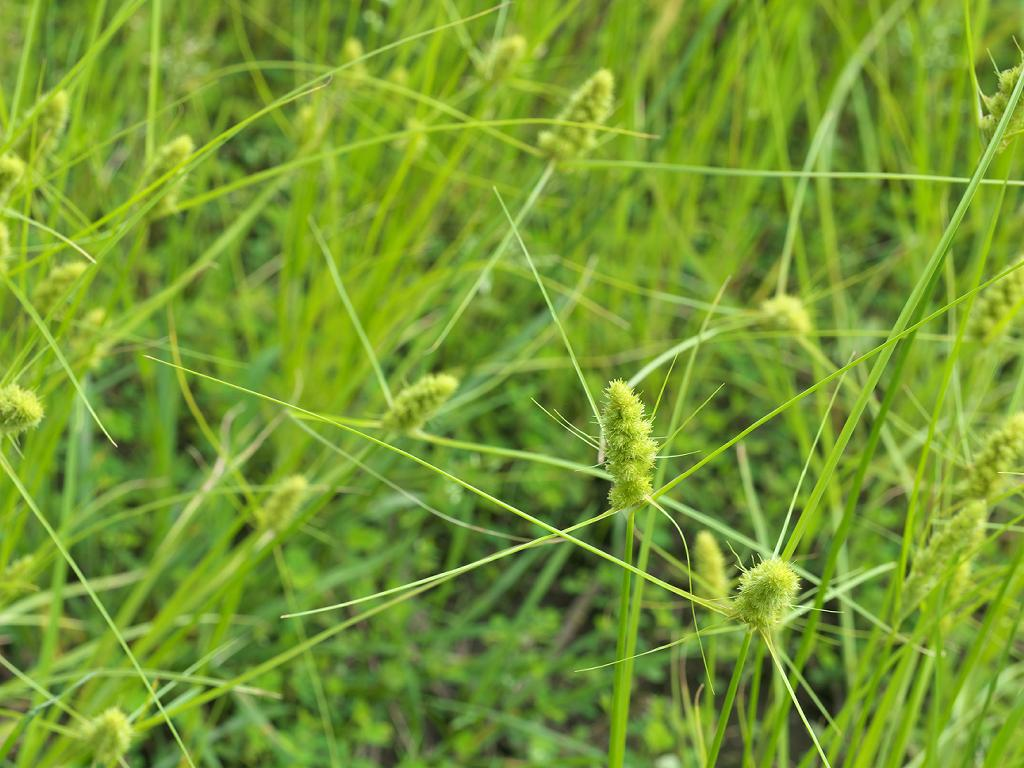
同じく、多数の穂が並んでいる
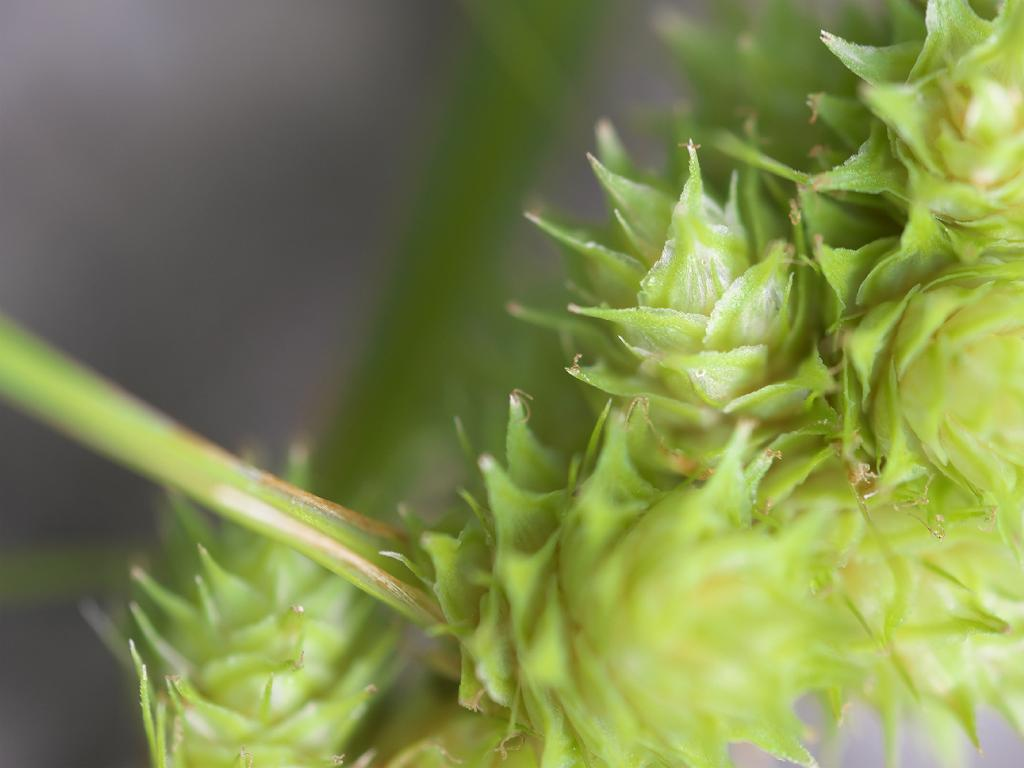
穂の拡大像
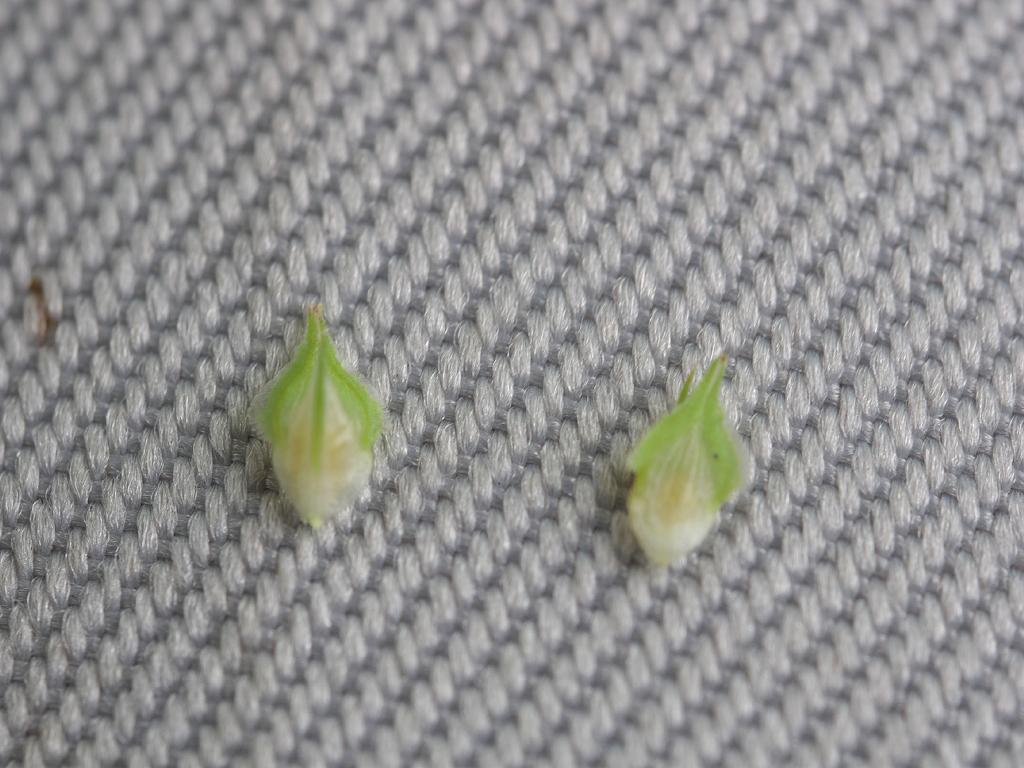
果胞と雌花鱗片

## 分布と生育環境
日本では本州、および伊豆諸島の八丈島に分布する。日本以外では東アジアの北部から知られる。なお国内の分布はかなり局地的であり、具体的には、たとえば岡山県のこの群を扱った星野他(2002)には近畿地方以東との表現があり、岡山県内での記録を記するも造成工事の際に県外から土砂に混じって持ち込まれた可能性に言及している。近畿地方に於いては、2001年の情報によると、ここでは各府県をそれぞれ少数の区分に分け、そのどこに見られるかのみが記されているが、本種の場合、どの府県でもそれぞれ一つの地域でのみ見られる、となっており、その分布の偏在ぶりがわかる。すげの会(2018)は全国の標本に基づく分布記録をまとめたものであるが、これによると本種の記録されている本州の都府県は北東側では岩手県から南西側では岡山県までに及ぶが、そのうちで記録があるのは17府県のみ、更にそのうちの7つの県では記録は1カ所のみである。複数回の記録があるのはほぼ関東地方に集中しており、他には宮城県と大阪・京都に集中した記録がある程度である。従って範囲としての分布域は本州に広く、しかし実際にはその大部分の地域で滅多に見られない、という状況があるらしい。
平地のやや湿った草地に生え、例えば勝山(2015)は具体例として「河川敷」を挙げ、牧野原著(2017)は「田の畦」を挙げている。本種を氾濫原の植物である、とする見方もあり、つまり頻繁に増水などで洗われるような環境に出現するもの、ということであるが、同時にそれ以外の環境、乾燥した町中の造成地などにも出ることがあるという。

## 分類・近縁種など
匍匐茎を出さず、小穂は雄雌性で柄がなく、多数を穂状に着けること、果胞に翼があり、また基部か海綿質に肥厚すること、柱頭が2裂するなどの特徴から勝山(2015)は本種をミノボロスゲ V. albata などと共にオオカワズスゲ節 Sect. Vulpinae としている。日本にはこれに所属する種が5種ほど、それに帰化種も3種ほど知られているが、それらはいずれも小穂下の苞があまり発達せず、ほとんど目立たないことで容易に区別出来る。また果胞の上半部に幅広い翼を持つこともよくわかる区別点となる。
似たものとしては星野他(2011)はミノボロスゲ、ツクシミノボロスゲ B. aibata var. franchetiana を挙げているが、上記のような特徴ではっきり区別出来る。同じ節には和名の上でよく似たヒメミコシガヤ C. laevissima もあるが、むしろこれらの種に似たもので、より本種に似ている、というものではない。
他の節で本種のように同型の小穂を多数つけ、小穂下の苞葉が発達したものとしてはマスクサ Carex gibba やヤブスゲ C. rochebrrunii など色々あるが、小穂が密集して生じ、基部の苞が特によく発達していることなど、一見して本種に似たものはないようである。

## 保護の状況
環境省のレッドデータブックには取り上げられていないが、都府県別では新潟県、群馬県、東京都、それに近畿地方の全府県で何らかの指定がある。特に三重県、和歌山県では絶滅危惧I類という強い指定となっている。上記のように河川敷などによく出るものであり、頻繁に霍乱が起きる環境を好むために定期的な草刈りなどの管理が必要であり、また逆に河川敷の改修などによってその生育地が破壊される危険性も問題視されている。